# Фетешть (Сучава)
Фетешть, Фетешті (рум. Fetești) — село у повіті Сучава в Румунії. Входить до складу комуни Адинката.
Село розташоване на відстані 363 км на північ від Бухареста, 8 км на північний схід від Сучави, 112 км на північний захід від Ясс.

## Населення
За даними перепису населення 2002 року у селі проживали 592 особи.
Національний склад населення села:
| Національність | Кількість осіб | Відсоток |
| -------------- | -------------- | -------- |
| румуни         | 556            | 93,9%    |
| цигани         | 36             | 6,1%     |

Рідною мовою назвали:
| Мова      | Кількість осіб | Відсоток |
| --------- | -------------- | -------- |
| румунська | 557            | 94,1%    |
| циганська | 35             | 5,9%     |